# Paul Krause
Pour les articles homonymes, voir Krause.
Pro Football Hall of Fame 1998
(en) Statistiques sur pro-football-reference
Paul James Krause, né le 19 février 1942 à Flint (Michigan), est un joueur américain de football américain ayant évolué au poste de safety.

## Biographie

### Jeunesse
Sportif, il fait différents sports au lycée comme le basket-ball, football américain, baseball et athlétisme. Ses aptitudes en baseball joueront un rôle dans sa capacité à faire des interceptions.

### Carrière universitaire
Il étudia à l'Université de l'Iowa. Une blessure à l'épaule limite ses possibilités dans le baseball mais il est cependant titulaire durant cette période en tant que wide receiver et defensive back avec les Iowa Hawkeyes.

### Carrière professionnelle
Il fut drafté en 1964 à la 18e place (deuxième tour) par les Redskins de Washington. Avec une brillante première saison, il manque de peu le titre de NFL Rookie of the Year remporté par son coéquipier Charley Taylor. Après quatre saisons à Washington et malgré un bilan cumulé de 28 interceptions, il est échangé aux Vikings du Minnesota contre Marlin McKeever et un choix de 7e tour à la draft 1968.
Il resta douze saisons à Minneapolis et participe aux Super Bowl IV, VIII, IX et XI sans toutefois remporter le titre.
Il détient le record NFL de 81 interceptions sur toute sa carrière, battant le précédent record de Emlen Tunnell. Il a été sélectionné à huit Pro Bowl (1964, 1965, 1969, 1971, 1972, 1973, 1974 et 1975) et fait neuf fois All-Pro (1964, 1965, 1968, 1969, 1970, 1971, 1972, 1973 et 1975).
Il a été intronisé au Pro Football Hall of Fame en 1998.

### Vie privée
Il est marié avec sa conjointe, Pam, et il a deux filles, Mandi et Zendi et un fils, Blair.